# Naypyidaw Union Territory
Naypyidaw Union Territory (Birmaans: နေပြည်တော် ပြည်တောင်စုနယ်မြေ) is een divisie van Myanmar. De hoofdstad is Naypyidaw.
Naypyidaw Union Territory telt naar schatting 1.158.367 inwoners (2014).

## Townships
Naypyidaw bestaat uit de volgende townships:
- Dekkhinathiri (ဒက္ခိဏသီရိ မြို့နယ်)
- Lewe (လယ်ဝေးမြို့နယ်)
- Ottarathiri (ဥတ္တရသီရိ မြို့နယ်)
- Pobbathiri (ပုဗ္ဗသီရိ မြို့နယ်)
- Pyinmana (ပျဉ်းမနားမြို့နယ်)
- Tatkon (တပ်ကုန်းမြို့နယ်)
- Zabuthiri (ဇမ္ဗူသီရိ မြို့နယ်)
- Zeyarthiri (ဇေယျာသီရိ မြို့နယ်)

## Bevolking

### Religie
De grootste religie in Naypyidaw Union Territory is het boeddhisme, maar er zijn ook kleinere aantallen moslims en christenen.
| Religieuze samenstelling (2014) | Religieuze samenstelling (2014) | Religieuze samenstelling (2014) | Religieuze samenstelling (2014) | Religieuze samenstelling (2014) |
| ------------------------------- | ------------------------------- | ------------------------------- | ------------------------------- | ------------------------------- |
|                                 |                                 |                                 |                                 |                                 |
| Boeddhisme                      | Boeddhisme                      |                                 | 96,8%                           | 96,8%                           |
| Christendom                     | Christendom                     |                                 | 1,1%                            | 1,1%                            |
| Islam                           | Islam                           |                                 | 2,1%                            | 2,1%                            |
| Animisme                        | Animisme                        |                                 | 0,0%                            | 0,0%                            |
| Hindoeïsme                      | Hindoeïsme                      |                                 | 0,0%                            | 0,0%                            |
| Geen/Overig                     | Geen/Overig                     |                                 | 0,0%                            | 0,0%                            |

## Bestuur
Naypyidaw Union Territory staat onder het directe bestuur van de president. Het dagelijks bestuur ligt namens de president in handen van de raad van Naypyidaw. De voorzitter en leden van de raad van Naypyidaw worden aangewezen door de president en omvatten zowel burgers als vertegenwoordigers van de krijgsmacht.
Op 9 maart 2011 wees president Thein Sein Thein Nyunt aan als Voorzitter van de raad van Naypyidaw, samen met Than Htay, kolonel Myint Aung Than, Kan Chun, Paing Soe, Saw Hla, Myint Swe, Myint Shwe en Myo Nyunt als leden van de raad.